# A.C. Milan w sezonie 1950/1951

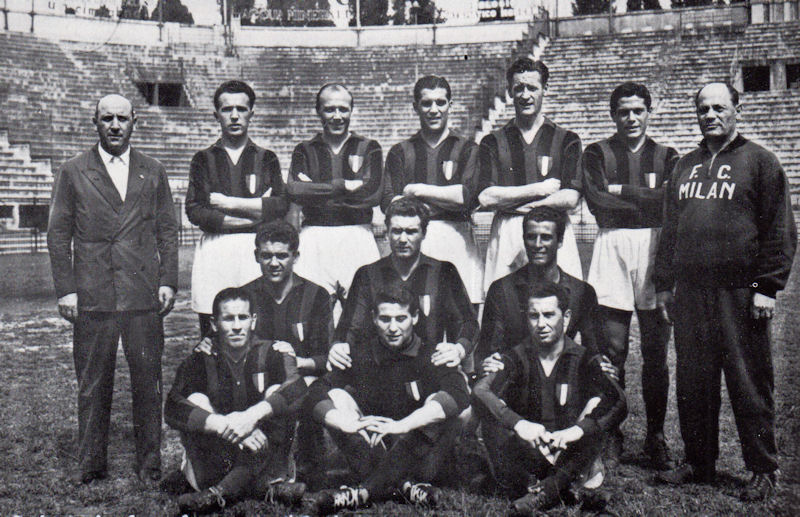
A.C. Milan 1950/51

Osiągnięcia i skład piłkarskiego zespołu A.C. Milan w sezonie 1950/51.

## Osiągnięcia
- Serie A: 1. miejsce

## Podstawowe dane
- Oficjalna nazwa klubu: Associazione Calcio Milan
- Siedziba klubu: Corso Venezia 36
- Boisko: San Siro
- Prezes klubu:  Umberto Trabattoni
- Trener zespołu:  Lajos Czeizler[1];  Béla Guttmann
- Kapitan drużyny:  Andrea Bonomi

## Skład zespołu
Bramkarze:
| Włochy | Lorenzo Buffon    |
| Włochy | Giovanni Rossetti |

Obrońcy:
| Włochy | Carlo Belloni    |
| Włochy | Andrea Bonomi    |
| Włochy | Mario Foglia     |
| Włochy | Arturo Silvestri |

Pomocnicy:
| Włochy  | Carlo Annovazzi   |
| Włochy  | Luciano Carnier   |
| Włochy  | Benigno De Grandi |
| Szwecja | Nils Liedholm     |
| Włochy  | Omero Tognon      |

Napastnicy:
| Włochy  | Renzo Burini         |
| Szwecja | Gunnar Gren          |
| Szwecja | Gunnar Nordahl       |
| Włochy  | Mario Renosto        |
| Włochy  | Aurelio Santagostino |
| Włochy  | Albano Vicariotto    |